# Zderzak Łągiewki
Zderzak Łągiewki (energetyczny przetwornik akumulacyjno-rozproszeniowy, EPAR) – idea oraz prototyp amortyzatora zderzeń odprowadzającego do wirników urządzenia część energii kinetycznej zderzających się obiektów. Według twórcy Lucjana Łągiewki urządzenie istotnie zmniejsza siły i energię działające w obiekcie uderzonym. W początkowych objaśnieniach działania urządzenia twierdzono, że siły działające w pojeździe zaopatrzonym w to urządzenie są mniejsze niż wynikające z praw mechaniki Newtona. W kolejnej próbie zainteresowania przemysłu urządzeniem zmodyfikowano je, zmieniono nazwę na EPAR oraz objaśnienie działania urządzenia.
W roku 2011 EPAR uzyskał złoty medal Międzynarodowej Federacji Organizacji Wynalazczych (IFIA) za najlepszy wynalazek pierwszej dekady XXI w.

## Historia wynalazku
Łągiewka opracował swój zderzak w latach 90. XX wieku. Pierwsze dwie prace dotyczące zderzaka Łągiewka opublikował w roku 2000.
Pierwszy prototyp zderzaka był testowany na AGH w Krakowie m.in. przez Stanisława Gumułę.
Hipotezy wynalazców dotyczące działania zderzaka Łągiewki nie zostały opublikowane w czasopismach naukowych listy filadelfijskiej.
Jak dotąd nie istnieje żadna praktyczna realizacja zderzaka Łągiewki. Zderzak nie wyszedł poza fazę prototypową. Wynalazek Łągiewki zainicjował powstanie Projektu EPAR, którego najważniejszym zadaniem jest rozwój koncepcji energetycznego przetwornika akumulacyjno-rozproszeniowego (EPAR) i wprowadzenie go do powszechnego użytku. Współtwórcą Projektu EPAR jest Stanisław Gumuła.
W roku 2011 Narodowe Centrum Badań i Rozwoju podpisało umowę o współpracy z EPAR w celu finansowania kosztów sporu z Malcolmem Smithem (Uniwersytet Cambridge) o prawa do patentu.
W 2011 roku twórcy donosili, że trwają prace nad umieszczeniem rozwiązań Łągiewki w barierach drogowych, a testy grupy EPAR wykazały redukcję siły zderzenia o 50–90%, a także, że zaczęto projektować zastosowanie EPAR w kuwejckich tankowcach oraz odbojnicach portowych.
Po 2011 roku aktywność publiczna zespołu ustała. Strona internetowa projektu EPAR przestała działać w roku 2015.

## Zarys problemów i krytyka
Do efektywnego działania zderzaka wymagane są koła zamachowe o masie zbyt dużej (ponad 300 kg), żeby było opłacalne instalowanie ich w samochodach. Nawet jeżeli zastosowanie zderzaka w praktycznym użyciu mogłoby zmniejszać uszkodzenia mechaniczne samochodu podczas kolizji, nie poprawiłoby bezpieczeństwa pasażerów (a nawet mogłoby je obniżyć w przypadku całkowitego zastąpienia tradycyjnych rozwiązań zderzakiem Łągiewki), ponieważ ze względu na przyspieszenie doświadczane podczas zderzenia ciała pasażerów mogłyby doznać poważnych obrażeń. Podczas testu na stadionie w Kowarach wykonanym przy prędkości 40 km/h mimo braku uszkodzeń samochodu, kierowca miał uderzyć głową w szybę - mimo tego, doniesienia mówiły że podobnie jak samochód wyszedł z testu bez uszkodzeń.
W odpowiedzi na zarzuty dotyczące bezpieczeństwa urządzenia, autorzy wynalazku sformułowali kontrowersyjne hipotezy będące w sprzeczności z podstawowymi prawami mechaniki Newtona. Powiązany z projektem Stanisław Gumuła uważa, że działania zderzaka nie da się opisać znanymi prawami fizyki, a jego zastosowanie umożliwia zmniejszenie sił podczas zderzenia. Łągiewka sugerował, że dzięki zderzakowi przyspieszenie odczuwane przez pasażerów w chwili zderzenia jest mniejsze niż przyspieszenie samochodu mierzone względem przeszkody. Proponował wytłumaczenie tego zjawiska zastępując mechanikę Newtona swoją własną mechaniką, w której m.in. energia miała być wielkością wektorową (podczas gdy w mechanice klasycznej jest skalarną).
W testach przeprowadzanych przez zwolenników zderzaka zazwyczaj porównywali oni działanie urządzenia z pojazdami nie wyposażonymi w żadną inną technologię amortyzacji - w szczególności kontrolowane strefy zgniotu, które są znacznie tańsze w produkcji i nie zwiększają znacząco masy pojazdu. We wszystkich publicznie zamieszczonych nagraniach testów mniejsze przyspieszenie da się wytłumaczyć w sposób całkowicie zgodny z prawami Newtona-w pojazdach testowych do koła zamachowego podłączane są stosunkowo długie i składane wysięgniki zwiększające drogę i czas hamowania. Efekt ten dałoby się też osiągnąć podłączając do wysięgników zwykły amortyzator, a zastosowanie go w samochodach poruszających się po drogach znacznie zwiększyłoby długość i ograniczyłoby manewrowość pojazdu. W pojazdach testowych masa urządzenia stanowi zazwyczaj około połowy masy pojazdu.
Powyższe wady nie przeszkadzają w stosowaniu mechanizmu np. w odbojnicach portowych, gdzie prędkości obiektów są znacznie niższe, a masa kół zamachowych wraz z opcją instalacji wysięgników nie stanowi poważnego ograniczenia, jednak sprawiają one że wynalazek nie spełnia swoich pierwotnych założeń.